# Asinum
Asinum je bil asirski kralj, ki je vladal v 18. stoletju pr. n. št. Bil je vnuk asirskega kralja Šamši-Adada I. Podregent Puzur-Sin ga je odstavil in izgnal iz Asirije, ker je bil amoritskega porekla. V Standardni seznam asirskih vladarjev ni vključen, vendar je dokazan v Puzur-Sinovem napisu.

## Vir
- Georges Roux. Ancient Iraq